# ズグロシルスイキツツキ
ズグロシルスイキツツキ（頭黒汁吹啄木鳥、学名: Sphyrapicus thyroideus）は、キツツキ科シルスイキツツキ属に分類される鳥類。

## 生息環境と分布
主にポンデローサマツ  (ponderosa pine) 、ベイマツ（douglas-fir）、およびグランディスモミ  (grand fir) などからなる針葉樹の疎林帯に生息する。ミヤマバルサム  (Subalpine fir) 、ニシカラマツ  (western larch)  なども生息地選択の上で重要な要素となっているものとみられている 。一部渡りを行い、北米西部、北はカナダ・ブリティッシュコロンビア州から南はメキシコ北部までで繁殖を行う。渡りをしない個体もあるが、渡りをするものは小さな群れを形成し、中央メキシコの南部まで移動することもある。

## 特徴
全長は約21 - 25cm、体重は約44 - 55g。雄の成鳥は、頭部、背中、側部および尾羽が虹色がかった黒色である。目の後ろ側、頭部の両側には白い縞模様があり、顎下は赤く、腹部は明るい黄色である。また羽根は黒色だが白い大きな斑点を持つ。雌の外観は雄とは大きく異なっており、背中、胸、両側面が黒と白の縞模様で覆われ、胸は淡黄色、頭部は茶色に黒い縞模様がある。当初、雌は雄とは別の種であると考えられ、アメリカの鳥類学者ジョン・カシンによってblack-breasted woodpecker（「胸が黒いキツツキ」の意）と名付けられた。

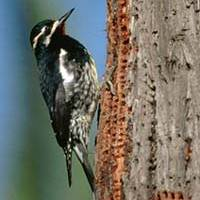
樹液穴にとまる雄

毎年新しい巣穴を掘り、時には同じ木を再利用する。
針葉樹の樹液が主食であるが、巣づくりの季節には昆虫を主要な食糧源とし、繁殖期以外には果実も食べる。
縄張りを守るために大きな音をたてることがある。
生息地の喪失により一部の地域では個体数が減少している可能性がある。
カナダ・ブリティッシュコロンビア州中部の成熟したカラマツの森林にも生息しているがその個体数は500羽未満であり、生息地は森林伐採により急速に消滅しつつある。2005年にはカナダで絶滅危惧種に指定された。
英語名 Williamson's Sapsucker は、最初に雄の個体を捕獲した探検隊の隊長ロバート・ストックトン・ウィリアムソン中佐に由来する。ウィリアムソン中佐は大陸鉄道の太平洋岸ルートを調査する測量探検隊のリーダーであったが、1855年に隊の自然科学者 ジョン・ニューベリー（John Newberry）がズグロシルスイキツツキの雄を捕獲し、後にウィリアムソンに献名して Picus williamsonii として記載した。

## 亜種
- Sphyrapicus thyroideus nataliae (Malherbe, 1854)
- Sphyrapicus thyroideus thyroideus (Cassin, 1852)

19世紀には、ズグロシルスイキツツキの雄と雌は別種であると考えられていた。雌は1852年に Picus thyroideusとして最初に記載され、雄は1857年ニューベリーによって Picus williamsoniiと記載された。1858年、スペンサー・フラトン・ベアードは両種のために Sphyrapicus という名を属として記載した。1873年、米鳥類学者ヘンリー・ヘンショウはこれらが同種であることを明らかにした。この内容はロバート・リッジウェイの「The Birds of North and Middle America, Part 6 （北・中米の鳥、第6部）」（1914年）にもまとめられている。